# فين (حرب النجوم)
فين (سابقا إف إن 2187) هو شخصية خيالية في سلسلة حرب النجوم وأحد أبطال فيلم حرب النجوم: القوة تنهض كان سابقا أحد جنود «النظام الأول» الذي هرب بعد أن صدم بقسوتهم في أول مهمة قتالية له ثم انتقل للمشاركة في القتال ضدهم. أدى دوره الممثل الإنجليزي جون بويغا.